# Dirk Schuiling
Dirk Theodorus Schuiling (Deventer, 11 maart 1882 – ..., 4 november 1966) was een Nederlands bestuurder en ingenieur.

## Leven en werk
Ir. Schuiling werd in 1882 in Deventer geboren als een zoon van Roelof Schuiling (1854-1936) en van Johanna Rodenburg (1859-1933). Na het behalen van het gymnasium diploma in 1901 studeerde hij achtereenvolgens aan de Universiteit Utrecht en aan de Universiteit Delft. Hij begon zijn carrière als assistent bij ir. Jan Adolf Grutterink (1879-1949). Vervolgens ging hij werken bij de N.V. Nederlandsche Handel-Maatschappij. Aanvankelijk werkte hij op Curaçao en Aruba. Daarna keerde Schuiling terug naar Nederland. Opnieuw werd hij assistent van diverse hoogleraren. Nadat hij verschillende functies vervulde binnen de N.V. Nederlandsche Handel-Maatschappij stapte hij in 1914 over naar de Expl. & Explt. Mij. Bolaang Mongondou, alwaar hij mijningenieur werd. Vanaf 1928 was Schuiling werkzaam bij de N.V. Hollandsche Metallurgische Bedrijven. In 1933 werd hij algemeen directeur van de netgenoemde onderneming, die later de Billiton International Metals zou gaan heten. Door zijn werkzaamheden als algemeen directeur van de N.V. Hollandsche Metallurgische Bedrijven groeide de onderneming uit tot over de gehele wereld.
Schuiling trouwde op drie januari 1925 te Tomohon met Tonia Hendrika (Toos) Verkuijl (1898-1984) en samen hadden ze vier kinderen (twee zoons en twee dochters). Zijn oudste zoon (geboren 22 april 1923) kwam voort uit een eerdere verbintenis.